# Ivan Penava
Ivan Penava (ur. 31 grudnia 1974 w Vukovarze) – chorwacki polityk, nauczyciel i samorządowiec, burmistrz Vukovaru, deputowany krajowy, lider Ruchu Ojczyźnianego (DP).

## Życiorys
Z powodu działań wojennych na początku lat 90. jego rodzina opuściła Vukovar. Ivan Penava uczył się w szkołach średnich w Varaždinie i Zagrzebiu. Trenował wioślarstwo, w 1999 brał udział w światowych wojskowych igrzyskach sportowych. W tym samym roku ukończył studia nauczycielskie na wydziale kinezjologii Uniwersytetu w Zagrzebiu. Pracował jako nauczyciel wychowania fizycznego w szkole ekonomicznej w Vukovarze, przez sześć lat pełnił funkcję dyrektora tej placówki oświatowej. Był także wykładowcą w instytucji edukacyjnej Veleučilište „Lavoslav Ružička” w rodzinnej miejscowości.
Zaangażował się w działalność polityczną w ramach Chorwackiej Wspólnoty Demokratycznej (HDZ). W 2014 z ramienia skupionej wokół niej koalicji został wybrany na urząd burmistrza Vukovaru; z powodzeniem ubiegał się następnie o reelekcję na kolejne kadencje, pełniąc tę funkcję do 2025. W wyborach w 2016 uzyskał mandat posła do Zgromadzenia Chorwackiego.
W 2020 opuścił HDZ, krytykując współpracę tej partii z ugrupowaniem mniejszości serbskiej. Dołączył następnie do Ruchu Ojczyźnianego, który założył Miroslav Škoro. Z jego ramienia uzyskał w 2020 reelekcję w wyborach parlamentarnych. W 2021 został nowym przewodniczącym ruchu. W 2024 po raz trzeci wybrano go do chorwackiego parlamentu.